# Nils Rütten
Nils Rütten (* 20. Juli 1995 in Würselen) ist ein ehemaliger deutscher Profi-Fußballspieler, der als Amateur aktiv ist. Der defensive Mittelfeldspieler spielt für seinen Heimatverein Germania Bauchem in der Kreisliga.

## Karriere
Rütten wurde ab dem Alter von acht Jahren in den Jugendmannschaften von Borussia Mönchengladbach ausgebildet.
In der Regionalligasaison 2013/14 stand er zweimal ohne Einsatz im Kader der zweiten Mannschaft der Fohlen und gehörte ihr ab der Folgesaison fest an. Am Ende der Spielzeit scheiterte man in den Aufstiegsspielen zur 3. Liga an Werder Bremen II. In der Saison 2016/17 wurde der Mittelfeldspieler an die von André Schubert trainierte Profimannschaft herangeführt und gehörte jeweils zweimal in der Bundesliga, in der Champions League sowie im DFB-Pokal zum Spieltagskader. Während seiner Zeit in Mönchengladbach absolvierte der Mittelfeldspieler ein Probetraining beim schottischen Erstligisten FC Dundee, wechselte jedoch aufgrund der schlechteren Bedingungen nicht.
Regionalligakonkurrent Bonn verpflichtete den Gladbacher Stammspieler Rütten schließlich im Sommer 2018 für zwei Jahre. Bei den Rheinländern konnte er sich auf Anhieb durchsetzen, woraufhin der krisengeplagte Drittligist Eintracht Braunschweig auf ihn aufmerksam wurde und ihn im Rahmen von Kaderumgestaltungen in der folgenden Winterpause fest verpflichtete. Dort traf er auch erneut auf seinen ehemaligen Förderer Schubert. Nach dem Klassenerhalt mit der Eintracht löste Rütten seinen Vertrag mit dem BTSV auf, um sich weiter auf sein Studium konzentrieren zu können.
Parallel zu seinem Studium spielt Rütten seit seinem Profikarriereende als Amateur für seinen Heimatverein Germania Bauchem in der Kreisliga.

## Privates
Rütten studiert in Bonn Jura und strebt eine Tätigkeit als Richter an.